# 2554 Skiff
A 2554 Skiff (ideiglenes jelöléssel 1980 OB) a Naprendszer kisbolygóövében található aszteroida. Edward L. G. Bowell fedezte fel 1980. július 17-én.